# جمعية كشافة كولومبيا
جمعية كشافة كولومبيا تأسست في عام 1917، وإنضمت في المنظمة العالمية للحركة الكشفية في عام 1933. وشاركت في الحركة التعليمية، وقبول كل من البنين والبنات. تحوي الجمعية 11057 كشاف وكشافة.
الكشافة ظهرت للمرة الأولى في كولومبيا في عام 1913، الذي عرضت ميغيل خيمينيز، الذي كان يعيش في إنجلترا في ذلك الوقت. عاد إلى كولومبيا وقدم مفهوم الكشافة إليهم.
الأنشطة في الهواء الطلق وخدمة المجتمع هي أجزاء مهمة من البرنامج الكشفي في كولومبيا. تشارك الكشافة في المهرجانات والأعياد الوطنية. تساعد الجمعية في الأحداث الرياضية والإغاثة من الكوارث وحالات الإسعافات الأولية. وهناك أيضا تركيز قوي على الحفاظ وحماية البيئة.

## روابط خارجية
- الموقع الرسمي لجمعية كشافة كولومبيا